# Duitstalige Gemeenschapsverkiezingen 2009/Kandidatenlijst/CSP
Dit is de kandidatenlijst van de CSP voor de Duitstalige Gemeenschapsraadverkiezingen van 2009. De verkozenen staan vetgedrukt.

## Effectieven
1. Patricia Creutz-Vilvoye
2. Pascal Arimont
3. Patrick Meyer
4. Gabriele Thiemann-Heinen
5. Luc Frank
6. René Chaineux
7. Eliane Dujardin
8. Anne-Marie Stoffels-Küches
9. Bianca Boemer-Hermann
10. Andrea Grieven
11. Resel Reul-Voncken
12. Olivia Nistor
13. Erwin Franzen
14. Willy Heinzius
15. Natascha Hilligsmann-Goor
16. Yvette Stevens-Emontz
17. Joky Ortmann
18. Michèle Signon-Ganser
19. Ferdy Cremer
20. Nathalie Kesseler-Heinen
21. Herbert Grommes
22. Mathieu Grosch
23. Christian Krings
24. Elmar Keutgen
25. Joseph Maraite